# حديبة دمعية
الحافة الجانبية لثلم النتوء الجبهي للفك العلوي تسمى العرف الدمعي الأمامي، ويستمر العرف نحو الأسفل مع الحافة المحجرية، وفي نقطة اتصاله بالسطح المحجري  لعظم الفك العلوي توجد حديبة صغيرة تسمى الحديبة الدمعية (بالإنجليزية: Lacrimal tubercle)‏، والتي تساعد في معرفة موقع الكيس الدمعي .